# A.S.D. Giallo-Blu Figline
 ASD Giallo-Blu Figline là một câu lạc bộ bóng đá Ý đến từ Figline Valdarno, Tuscany.

## Lịch sử

### A.S. Calcio Figline
Được thành lập vào năm 1965, Figline chơi ở các giải đấu nghiệp dư cho đến năm 2006, khi nó được thăng hạng lên Serie D. Nó đã giành được lần thăng hạng thứ hai với tư cách là nhà vô địch D / E 2007-08, do đó giành được một vị trí trong Lega Pro Seconda Divisione cho mùa giải 2008-09; cả hai lần thăng hạng đều đi kèm với Leonardo Semplici là huấn luyện viên trưởng và tiền vệ tấn công Anselmo Robbiati, trước đây của Internazionale và Fiorentina, là đội trưởng.
Trong mùa giải chuyên nghiệp đầu tiên của họ, đội đã được dẫn dắt bởi một cầu thủ khác có kinh nghiệm Serie A trong quá khứ, cựu cầu thủ quốc tế Fiorentina, Siena và Ý Enrico Chiesa. Mùa giải ngay lập tức chứng kiến Figline là ứng cử viên nặng ký cho chức vô địch, và vào ngày 10 tháng 5, mặc dù thua 1-0 trong trận derby Tuscan với Colligiana, Figline đã giành chiến thắng và thăng hạng lên 2008-09 Lega Pro Seconda Divisione - chiến thắng thứ hai liên tiếp cho gialloblu, đội sau đó đã cố gắng tham gia Lega Pro Prima Divisione trong mùa giải 2009-10 nhưng đã bị từ chối vì nợ lớn. Câu lạc bộ sau đó đã được tuyên bố là không hoạt động với FIGC.

### ASD Giallo-Blu Figline

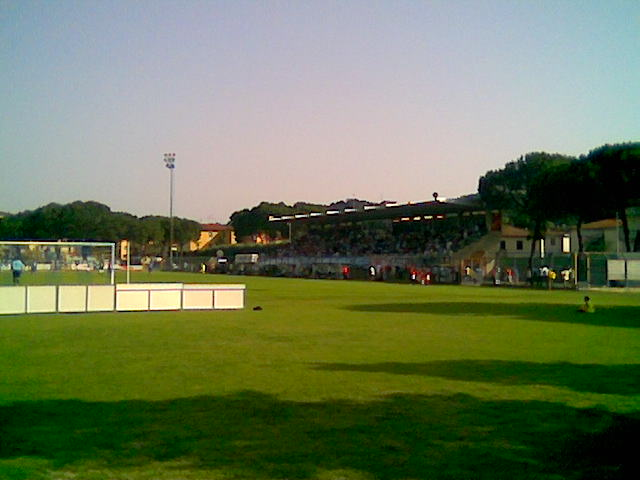
Stadio Del Buffa, sân vận động của Giallo-Blu Figline

Vào tháng 8 năm 2010, với sự hỗ trợ từ chính quyền thành phố, ASD Giallo-Blu Figline đã được thành lập như một đội mới của thành phố. Kể từ mùa giải 2010-11, đội đã chơi ở nhóm B Eccellenza Toscana.

## Sân vận động
Figline chơi các trận đấu trên sân nhà của họ tại Stadio Comunale Goffredo Del Buffa, có sức chứa khoảng 1.500.

## Màu sắc và huy hiệu
Màu sắc của đội là vàng và xanh.